# 馬伏町
馬伏町（ばぶしちょう）は、愛知県田原市の地名。8つの小字が設置されている。

## 地理
旧渥美町東部に位置する。東は江比間町、西は伊川津町、南は村松町に接する。

### 字一覧
字名は以下の通りである。
| - 下里（くだり） - 中瀬古（なかぜこ） - 中原（なかはら） - 西坂（にしさか） | - 西瀬古（にしぜこ） - 上里（のぼり） - 東坂（ひがしさか） - 東瀬古（ひがしぜこ） |

## 歴史

### 沿革
- 戦国時代 - 三河国渥美郡の馬伏村として所在した記録が残る[7]。
- 江戸時代 - 当初は幕府領であった[7]。
- 寛永2年 - 旗本清水氏の知行地となる[7]。
- 寛永16年 - 再び幕府領となる[7]。
- 天和元年 - 志摩国鳥羽藩領に転じる[7]。
- 享保元年 - 幕府領となる[7]。
- 安永元年 - 遠江国相良藩領となる[8]。
- 天明2年 - 旗本本多氏の知行地となる[8]。
- 1889年（明治22年） - 合併に伴い、泉村大字馬伏となる[8]。
- 1955年（昭和30年） - 合併に伴い、渥美町大字馬伏となる[8]。

## 世帯数と人口
2015年（平成27年）10月1日現在の世帯数と人口は以下の通りである。
| 町丁   | 世帯数 | 人口  |
| ------ | ------ | ----- |
| 馬伏町 | 43世帯 | 123人 |

### 人口の変遷
国勢調査による人口の推移
| 2005年（平成17年） | 154人 | [ 9 ]  |  |
| 2010年（平成22年） | 138人 | [ 10 ] |  |
| 2015年（平成27年） | 123人 | [ 2 ]  |  |

## 学区
市立小・中学校に通う場合、学区は以下の通りとなる。また、公立高等学校に通う場合の学区は以下の通りとなる。
| 番・番地等 | 小学校           | 中学校               | 高等学校 |
| ---------- | ---------------- | -------------------- | -------- |
| 全域       | 田原市立泉小学校 | 田原市立赤羽根中学校 | 三河学区 |

## 施設
- 神明社[5]
- 真宗大谷派東仙寺[5]

## その他

### 日本郵便
- 郵便番号 : 441-3606[3]（集配局：渥美郵便局[13]）。